# CooL!! 〜強娘純恋歌〜
『CooL!! 〜強娘純恋歌〜』（クール つよきなおとめのピュアラブストーリー）は、2006年9月29日にmicroより発売されたアダルトゲーム。microのデビュー作となった。

## ストーリー
（出典：）
5年前に共学制になったばかりの聖シウス女学院。この学院は模範となるような女性を長年世に送り出してきた。学院の最高権力者である生徒会長は、白バラと呼ばれ、容姿・学力・体力の全てに秀でている人間が選ばれてきた。
そんな学院に通う主人公・静上要平は、生徒会長である嘉手納氷澄に突然、白バラの騎士という白バラと同等の地位である役職に任命されてしまう。要平は、強気の娘ばかりが在職している白バラ会（生徒会）の仕事を手伝う羽目になる。ツンデレ娘達に翻弄される、要平の苦難の日々が始まる。

## 登場人物
（出典：）
静上 要平（きょうじょう ようへい）
名門校である聖シウス女学院に通う主人公。突然白バラの騎士という大役を任され、女生徒達から嫉妬される。生徒会役員に任命されるような優等生ではなく、呼び出しとお説教の常連である。
嘉手納 氷澄（かでな ひすみ）
声 - 緒田マリ
白バラ会の会長を務める二回生。才色兼備で、男女ともに人気が高いが、冷徹に凛々しくふるまう。合気道の達人である。
御堂橋 純（みどうばし じゅん）
声 - 民安ともえ
白バラ会の副会長を務める一回生。明るい性格と笑顔と小柄な身長が合わさって、「白バラ会」のマスコットとして知られている。氷澄に心酔しており、要平が白バラの騎士になったことを心良く思っていない。空手の達人である。
天野瀬 華音（あまのせ かのん）
声 - 中家菜穂
白バラ会の書記を務める二回生。堅そうな見た目だが、面倒見は良い。今までに要平を40回以上呼び出して説教をしている。
稲山 優奈（いなやま ゆうな）
声 - 計名さや香
要平の同級生で、白バラ会の元会長である。なお、彼女は病気で留年したため、実際の学年は二期上である。要平にとって姉のような存在。
御手洗 小夜子（みたらい さよこ）
声 - 榎津まお
要平の幼馴染である一回生。要平の家に頻繁に訪れ、家事を手伝ってくれている。要平は恋人というよりも兄妹のように思っている。

## スタッフ
- 原画 - 大浜あきひと[1]
- シナリオ - 天崎カケル[1]
- 音楽 - six-notes

## 主題歌
- OP主題歌「ときめきの神様」

作詞 - ゆたまよ / 作曲・編曲 - six-notes / 歌 - Riryka
- ED主題歌「明日の空色」

作詞 - ゆたまよ / 作曲・編曲 - six-notes / 歌 - 遊女